# Aeroportul Guardiamarina Zañartu
Aeroportul Guardiamarina Zañartu (IATA: WPU, ICAO: SCGZ) este un aeroport din Provincia Antártica Chilena, Regiunea Magallanes și Antartica Chileană, Chile ce deservește zona Puerto Williams. Aeroportul a fost tranzitat în 2022 de 12.828 de pasageri.
Situat la o altitudine de 27 m, aeroportul dispune de o singură pistă. Este operat de Fuerza Aérea de Chile.